# Желасси, Риад
Риад Желасси (араб.  رياض جلاسي‎; род. 7 июля 1971, Тебурба, Мануба) — тунисский футболист, выступавший на позиции нападающего.

## Клубная карьера
Профессиональную карьеру начал в 1995 году в клубе «Этуаль дю Сахель», где за 5 лет выиграл несколько клубных турниров и стал вызываться в национальную сборную Туниса. Сезон 2000/01 провёл в арабском клубе «Аль-Шабаб». Карьеру футболиста завершил в 2004 году, выступая за столичный «Эсперанс».

## Карьера за сборную
Дебют за национальную сборную Туниса состоялся в 1996 году. Был включен в составы на кубок африканских наций 1998 в Буркина-Фасо и на "мундиалях" 1998 во Франции и 2002 в Южной Корее и Японии. Всего Желасси за сборную сыграл 20 матчей и забил 5 голов.

### Голы за сборную
| № | Дата           | Место                  | Соперник         | Счет | Результат | Турнир                                           |
| - | -------------- | ---------------------- | ---------------- | ---- | --------- | ------------------------------------------------ |
| 1 | 10 ноября 1996 | Аккра, Аккра           | Либерия          | 1–0  | 1–0       | Квалификация на ЧМ 1998                          |
| 2 | 13 июля 1997   | Стад эль-Мензах, Тунис | Гвинея           | 1–0  | 1–0       | Квалификация на КАН 1998                         |
| 3 | 9 августа 1997 | Стад эль-Мензах, Тунис | Нигерия          | 2–0  | 2–0       | Кубок LG 1997                                    |
| 4 | 2 июня 2001    | Омар Бонго, Либревиль  | Габон            | 1–1  | 1–1       | Кубок африканских наций 2002 (отборочный турнир) |
| 5 | 1 июля 2001    | Стад эль-Мензах, Тунис | Республика Конго | 6–0  | 6–0       | Квалификация на ЧМ 2002                          |

## Достижения
- Чемпион Туниса: 1997, 2002, 2003, 2004
- Обладатель Кубка Туниса: 1996
- Обладатель Кубка КАФ: 1999